# Robin Hunicke

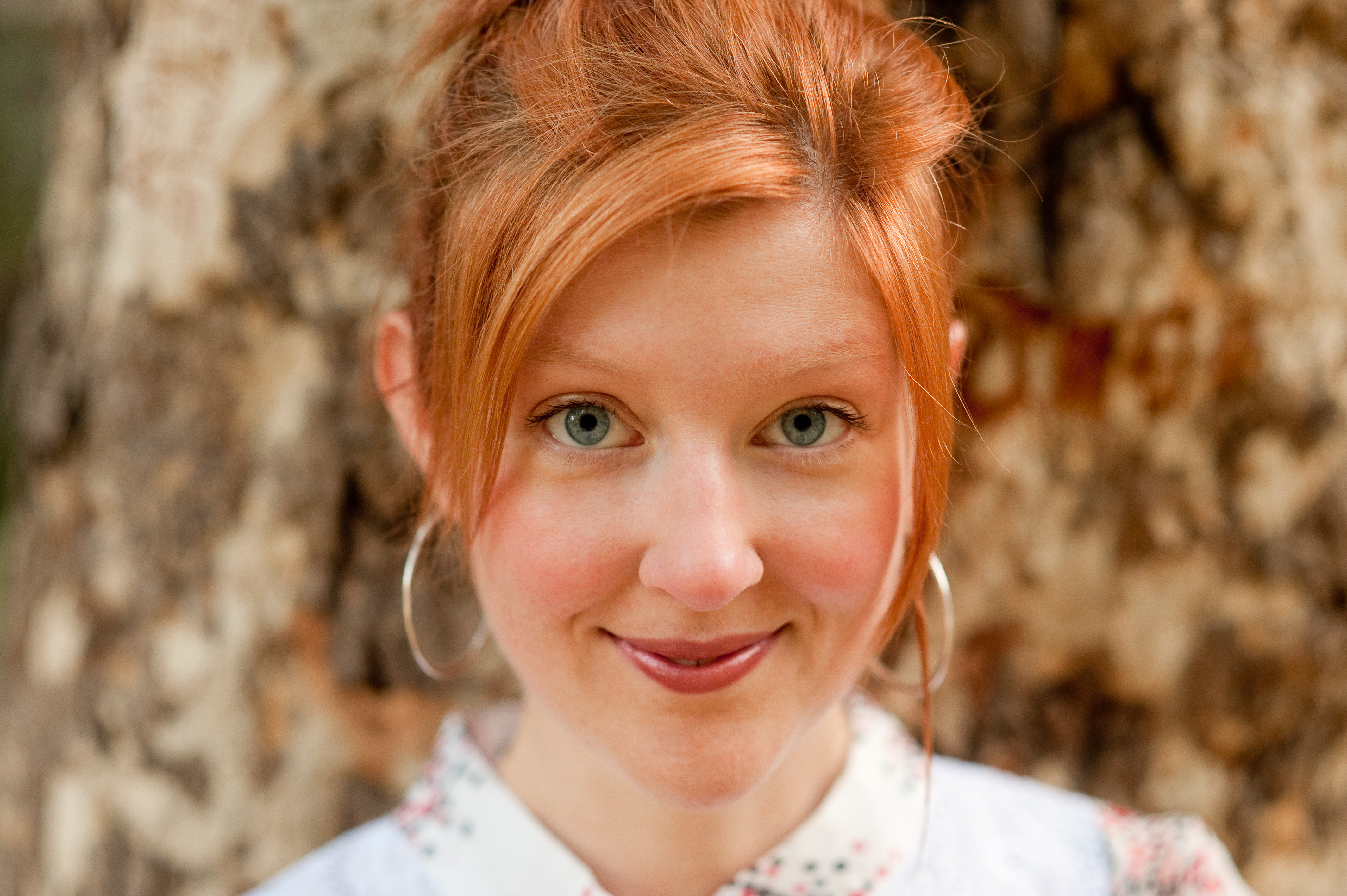
Robin Hunicke bij een fotoshoot in 2009.

Robin Hunicke (Albany (New York), 15 maart 1973) is een Amerikaans producent van computerspellen. Ze werkte mee aan spellen als Sims 2 (als spelontwerper), MySims (als hoofdontwerper), Boom Blox (als producent) en Boom Blox: Bash Party (als producent). Momenteel is ze betrokken bij de productie van Journey, een online spel voor de PlayStation 3. Tevens wordt ze in de computerspelindustrie erkend voor haar steun aan de ontwikkeling van onafhankelijke computerspellen, onderzoek naar dynamic game difficulty balancing, en het promoten van de rol van vrouwen in de spelindustrie.

## Carrière
Hunicke heeft een B. A. van de University of Chicago. Ze begon haar carrière bij Electronic Arts in Maxis, waar ze na het voltooien van The Sims 2 werd benoemd tot hoofdontwerper en uiteindelijk producent. Inmiddels werkt ze voor thatgamecompany. Naast haar commerciële carrière is Hunicke bezig met haar doktorsgraad in informatica aan Northwestern University, waar ze zich bezighoudt met onderzoek naar kunstmatige intelligentie en spelontwerp.
Hunicke neemt deel aan verschillende computerspelconferenties. Zo zit ze in de organisatie van de jaarlijkse Game Design Workshop op de Game Developer's Conference, waar ze tevens samen met Doug Church, Marc LeBlanc, Frank Lantz, Stone Librande, en Clint Hocking lesgeeft. Ze is tevens oprichter van de IGDA Education SIG, helpt met de Global Game Jam, doceert aan de USC, en is jurylid bij het Independent Games Festival.

## Prijzen en erkenningen
Op 21 mei 2008 werd Hunicke uitgekozen voor Gamasutra's "Gamasutra 20", waarmee de top 20 van vrouwen die in de computerspelindustrie werken worden geëerd. In 2009 won ze de Women in Gaming Award for Design van Microsoft. Verder stond ze dat jaar in de Hot 100 Game Developers-lijst van het tijdschrift Edge.